# Torben Skovlyst
Torben Skovlyst, född 1970, är en dansk orienterare som blev världsmästare och nordisk mästare i stafett 1997.